# 傑·梅洛許

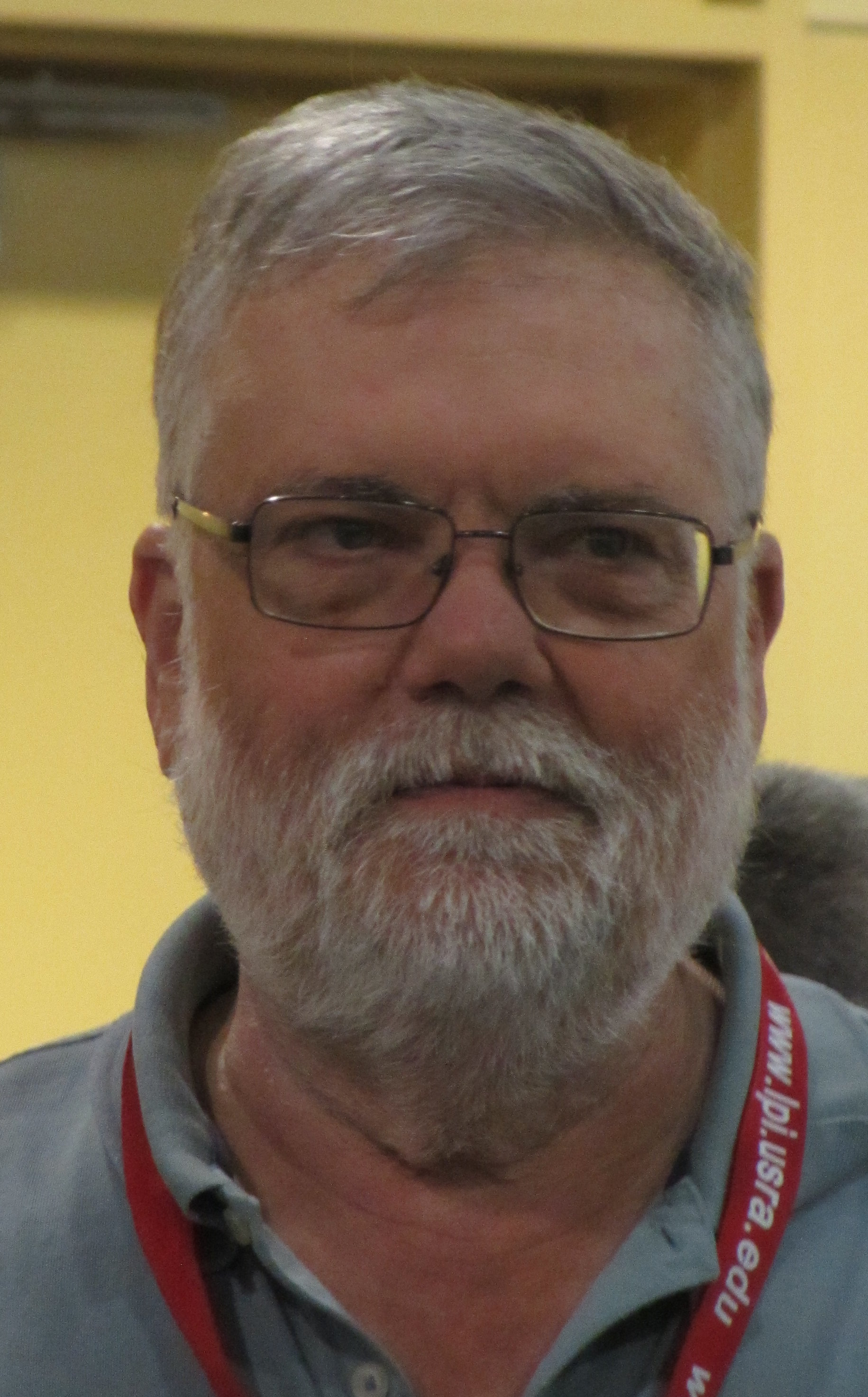
傑·梅洛許

傑·梅洛許（H. Jay Melosh，1947年6月23日—2020年9月11日）是一位美國地球物理學家，是研究撞擊坑的專家。

## 生平
梅洛許於1947年生於紐澤西州帕特森，在普林斯頓大學獲得物理學學士學位，再於1972年獲得加州理工學院物理學與地質學博士。現任教於亞利桑那大學行星科學系和普渡大學地球與大氣科學系。

## 研究
梅洛許的研究主要是在於撞擊坑、板塊運動、地震與山崩物理學。他近年的研究包含月球形成的大碰撞說、造成恐龍等生物滅絕的希克蘇魯伯隕石坑撞擊事件中噴發岩石的研究。他在天文生物學方面也相當活躍，尤其是關於類地行星之間的微生物交換（即所謂的泛種論或稱為胚種遷移 （页面存档备份，存于））。
梅洛許是美國地球物理聯盟、美國地質學會、隕石學會、美國天文學會（行星科學部）、美國科學促進會會員。

## 著作
- Melosh, H. Jay. Impact Cratering: A Geologic Process, Oxford University Press. 1989. ISBN 0-19-510463-3
- Melosh, H. Jay. Planetary Surface Processes, Cambridge University Press. 2011. ISBN 978-0521514187

## 榮譽與獎項
獲獎
- 1999年隕石學會巴林傑獎，表彰他對撞擊事件研究的貢獻
- 2001年美國地質學會格羅夫·卡爾·吉爾伯特獎

榮譽
- 2003年美国国家科学院院士 （页面存档备份，存于）

命名事物
- 小行星8216

## 外部連結
- Homepage of Dr. H. Jay Melosh